# Nuoto ai Giochi della XXXII Olimpiade - Staffetta 4x100 metri misti maschile
La gara di nuoto della staffetta 4x100 metri misti maschile dei Giochi della XXXII Olimpiade di Tokyo è stata disputata il 30 luglio e 1º agosto 2021 presso il Tokyo Aquatics Centre. Vi hanno preso parte 16 squadre nazionali.
La competizione è stata vinta dalla squadra statunitense, formata da Ryan Murphy, Michael Andrew, Caeleb Dressel e Zachary Apple, mentre l'argento e il bronzo sono andati rispettivamente alla squadra britannica, formata da Luke Greenbank, Adam Peaty, James Guy e Duncan Scott, e a quella italiana, formata da Thomas Ceccon, Nicolò Martinenghi, Federico Burdisso e Alessandro Miressi.

## Record
Prima della competizione il record del mondo e il record olimpico erano i seguenti:
| Record mondiale | 3'27"28 | Stati Uniti Aaron Peirsol (52"12) Eric Shanteau (58"57) Michael Phelps (49"72) David Walters (46"80) | 2 agosto 2009 Roma, Italia             |
| Record olimpico | 3'27"95 | Stati Uniti Ryan Murphy (51"85) Cody Miller (59"03) Michael Phelps (50"33) Nathan Adrian (46"74)     | 13 agosto 2016 Rio de Janeiro, Brasile |

Durante la competizione è stato stabilito il seguente record:
| Data      | Evento | Atleti                                                                                  | Nazione     | Tempo   | Record          |
| --------- | ------ | --------------------------------------------------------------------------------------- | ----------- | ------- | --------------- |
| 1º agosto | Finale | Ryan Murphy (52"31) Michael Andrew (58"49) Caeleb Dressel (49"03) Zachary Apple (46"95) | Stati Uniti | 3'26"78 | Record mondiale |

## Programma
| Data           | Ora (UTC+9) | Turno    |
| -------------- | ----------- | -------- |
| 30 luglio 2021 | 21:10       | Batterie |
| 1º agosto 2021 | 11:36       | Finale   |

## Risultati

### Batterie
| Pos. | Batteria | Corsia | Nazione       | Atleti | Tempo   | Note             |
| ---- | -------- | ------ | ------------- | --- | ------- | ---------------- |
| 1    | 1        | 5      | Italia        | Thomas Ceccon (53"20) Nicolò Martinenghi (57"94) Federico Burdisso (51"46) Alessandro Miressi (47"42)               | 3'30"02 | Q                |
| 2    | 2        | 4      | Gran Bretagna | Luke Greenbank (53"79) James Wilby (59"16) James Guy (50"77) Duncan Scott (47"75)                                   | 3'31"47 | Q                |
| 3    | 2        | 5      | ROC           | Grigorij Tarasevič (53"20) Anton Čupkov (59"55) Michail Vekoviščev (51"20) Vladislav Grinëv (47"71)                 | 3'31"66 | Q                |
| 4    | 1        | 6      | Cina          | Xu Jiayu (52"82) Yan Zibei (58"32) Sun Jiajun (51"81) He Junyi (48"77)                                              | 3'31"72 | Q                |
| 5    | 2        | 3      | Giappone      | Ryōsuke Irie (53"20) Ryūya Mura (59"60) Naoki Mizunuma (51"42) Katsumi Nakamura (47"78)                             | 3'32"02 | Q                |
| 6    | 1        | 3      | Australia     | Mitch Larkin (53"46) Zac Stubblety-Cook (59"11) David Morgan (51"97) Kyle Chalmers (47"54)                          | 3'32"08 | Q                |
| 7    | 1        | 4      | Stati Uniti   | Hunter Armstrong (53"51) Andrew Wilson (59"20) Thomas Shields (51"33) Blake Pieroni (48"25)                         | 3'32"29 | Q                |
| 8    | 1        | 1      | Canada        | Markus Thormeyer (53"66) Gabe Mastromatteo (59"97) Joshua Liendo (50"92) Yuri Kisil (47"82)                         | 3'32"37 | Q                |
| 9    | 1        | 2      | Polonia       | Kacper Stokowski (54"67) Jan Kozakiewicz (59"24) Jakub Majerski (50"66) Jakub Kraska (48"05)                        | 3'32"62 | Record nazionale |
| 10   | 2        | 2      | Francia       | Yohann Ndoye-Brouard (52"77) Antoine Viquerat (59"94) Léon Marchand (52"05) Mehdy Metella (48"65)                   | 3'33"41 |                  |
| 11   | 2        | 7      | Germania      | Marek Ulrich (54"52) Lucas Matzerath (58"70) Marius Kusch (52"38) Damian Wierling (48"48)                           | 3'34"08 |                  |
| 12   | 1        | 7      | Bielorussia   | Mikita Tsmyh (55"50) Il'ja Šymanovič (58"20) Jaŭhen Curkin (52"38) Artsiom Machekin (48"74)                         | 3'34"82 |                  |
| 13   | 1        | 8      | Ungheria      | Richárd Bohus (53"51) Tamás Takács (1'00"57) Hubert Kos (51"94) Peter Holoda (48"89)                                | 3'34"91 |                  |
| 14   | 2        | 1      | Grecia        | Eyaggelos Makrygiannis (54"07) Konstadinos Meretsolias (1'00"62) Andreas Vazaios (53"36) Apostolos Christou (48"23) | 3'36"28 |                  |
| -    | 2        | 6      | Brasile       | Guilherme Guido (54"11) Felipe Lima Vinicius Lanza Marcelo Chierighini                                              | -       | DSQ              |
| -    | 2        | 8      | Lituania      | Danas Rapšys (54"71) Andrius Sidlauskas Deividas Margevicius Simonas Bilis                                          | -       | DSQ              |

### Finale
| Pos.    | Corsia | Nazione       | Atleti                                                                                                | Tempo   | Note |
| ------- | ------ | ------------- | --- | ------- | ---- |
| Oro     | 1      | Stati Uniti   | Ryan Murphy (52"31) Michael Andrew (58"49) Caeleb Dressel (49"03) Zachary Apple (46"95)               | 3'26"78 |      |
| Argento | 5      | Gran Bretagna | Luke Greenbank (53"63) Adam Peaty (56"53) James Guy (50"27) Duncan Scott (47"08)                      | 3'27"51 |      |
| Bronzo  | 4      | Italia        | Thomas Ceccon (52"52) Nicolò Martinenghi (58"11) Federico Burdisso (51"07) Alessandro Miressi (47"47) | 3'29"17 |      |
| 4       | 3      | ROC           | Evgenij Rylov (52"82) Kirill Prigoda (59"06) Andrej Minakov (50"31) Kliment Kolesnikov (47"03)        | 3'29"22 |      |
| 5       | 3      | Australia     | Mitch Larkin (53"19) Zac Stubblety-Cook (58"67) Matthew Temple (50"78) Kyle Chalmers (46"96)          | 3'29"60 |      |
| 6       | 2      | Giappone      | Ryōsuke Irie (53"05) Ryūya Mura (58"94) Naoki Mizunuma (50"88) Katsumi Nakamura (47"04)               | 3'29"91 |      |
| 7       | 8      | Canada        | Markus Thormeyer (53"69) Gabe Mastromatteo (59"67) Joshua Liendo (51"02) Yuri Kisil (48"04)           | 3'32"42 |      |
| -       | 6      | Cina          | Xu Jiayu (52"77) Yan Zibei (58"35) Sun Jiajun He Junyi                                                | -       | DSQ  |